# Luipaardkikker
De luipaardkikker (Lithobates pipiens) is een kikker uit de familie echte kikkers (Ranidae). De soort werd voor het eerst wetenschappelijk beschreven door Johann Christian von Schreber in 1782. Oorspronkelijk werd de wetenschappelijke naam Rana pipiens gebruikt. De soort behoorde lange tijd tot het geslacht Rana.

## Uiterlijke kenmerken
De luipaardkikker bereikt een lichaamslengte van 5,1 tot 9 centimeter, de mannetjes worden groter dan de vrouwtjes. De allergrootste exemplaren kunnen een lichaamslengte tot 11,1 centimeter bereiken.
De luipaardkikker heeft een groene of bruine achtergrond met duidelijke ronde vlekken over het hele lichaam, inclusief de poten, wat het verschil maakt met andere soorten die meestal gebandeerde poten hebben. Ook de twee vlekken tussen de ogen zijn een typisch kenmerk. De kleur is variabel; de basiskleur kan van beige tot groen zijn en de vlekken lichtbruin tot zwart, meestal dun omzoomd met een lichtere kleur.

## Leefwijze
De luipaardkikker eet naast insecten en andere geleedpotigen ook grotere prooien zoals muizen en kreeftjes. De luipaardkikker is in tegenstelling tot de meeste kikkers nog erg algemeen; de soort is niet beschermd en de dieren worden gebruikt op scholen en universiteiten om de anatomie te bestuderen. In de winter en bij droogte kruipt hij weg onder stenen of liggend hout.

## Verspreiding en leefgebied
De luipaardkikker komt niet voor in Europa, maar in noordelijk Noord-Amerika.
De luipaardkikker leeft in zowel natte als drogere streken, maar altijd in de buurt van water, waar de voortplanting plaatsvindt. De habitat bestaat uit moerassen en grote meren met veel onderwaterplanten als legplaats. De kikker is de rest van het jaar voornamelijk op het land te vinden, maar blijft nooit ver van water uit de buurt. Deze soort komt ook voor in bergachtige streken en uitgestrekte graslanden.

## Nieuwe kikkersoort in New York
De Amerikaanse National Science Foundation meldde in 2012 dat een variant van de luipaardkikker was opgemerkt in de stadsjungle van New York. Het betreft een nieuwe kikkersoort die in een beperkt gebied leeft rondom het stadion van de New York Yankees honkbalclub in de Bronx. De kikker heeft nog geen naam gekregen (2012) en zou naar schatting al 100 jaar in de stad leven. De reden waarom biologen niet eerder inzagen dat het een nieuwe soort betrof, was omdat de kikker voor een luipaardkikker gehouden werd, die er vrij veel voorkomt. De nieuwe kikkersoort kent in tegenstelling tot de luipaardkikker geen lange kreten, maar eerder een korte veelvuldig herhaalde roep. Verder lijken ze uiterlijk sterk opeen.